# Villeneuve-Tolosane
Pour les articles homonymes, voir Villeneuve.
Villeneuve-Tolosane (en occitan Vilanava Tolosana), est une commune française située dans le nord du département de la Haute-Garonne, en région Occitanie.
Sur le plan historique et culturel, la commune est dans le Pays toulousain, qui s’étend autour de Toulouse le long de la vallée de la Garonne, bordé à l’ouest par les coteaux du Savès, à l’est par ceux du Lauragais et au sud par ceux de la vallée de l’ Ariège et du Volvestre. Exposée à un climat océanique altéré, elle est drainée par le canal de Saint-Martory, le Roussimort, le ruisseau de la Saudrune et par deux autres cours d'eau. La commune possède un patrimoine naturel remarquable : un site Natura 2000 (la « vallée de la Garonne de Muret à Moissac ») et une zone naturelle d'intérêt écologique, faunistique et floristique.
Villeneuve-Tolosane est une commune urbaine qui compte 10 704 habitants en 2022, après avoir connu une forte hausse de la population depuis 1962. Elle est dans l'agglomération toulousaine et fait partie de l'aire d'attraction de Toulouse. Ses habitants sont appelés les Villeneuvois ou  Villeneuvoises.

## Géographie

### Localisation
La commune de Villeneuve-Tolosane se trouve dans le département de la Haute-Garonne, en région Occitanie.
Elle se situe à 12 km à vol d'oiseau de Toulouse, préfecture du département, et à 7 km de Tournefeuille, bureau centralisateur du canton de Tournefeuille dont dépend la commune depuis 2015 pour les élections départementales.
La commune fait en outre partie du bassin de vie de Toulouse.
Les communes les plus proches sont : 
Cugnaux (1,6 km), Frouzins (1,6 km), Roques (3,2 km), Roquettes (3,4 km), Seysses (3,7 km), Pinsaguel (4,2 km), Saubens (4,9 km), Portet-sur-Garonne (5,2 km).
Sur le plan historique et culturel, Villeneuve-Tolosane fait partie du pays toulousain, une ceinture de plaines fertiles entrecoupées de bosquets d'arbres, aux molles collines semées de fermes en briques roses, inéluctablement grignotée par l'urbanisme des banlieues.
Villeneuve-Tolosane est limitrophe de cinq autres communes.
Les communes limitrophes sont  Cugnaux, Frouzins, Plaisance-du-Touch, Portet-sur-Garonne et Roques.
| Plaisance-du-Touch | Cugnaux             |                    |
| Frouzins           | Villeneuve-Tolosane | Portet-sur-Garonne |
|                    | Roques              |                    |

### Relief et géologie
La superficie de la commune est de 508 hectares ; son altitude varie de 153  à   173 mètres.
La commune est établie à cheval sur la première et sur la deuxième terrasse de la Garonne.

### Hydrographie

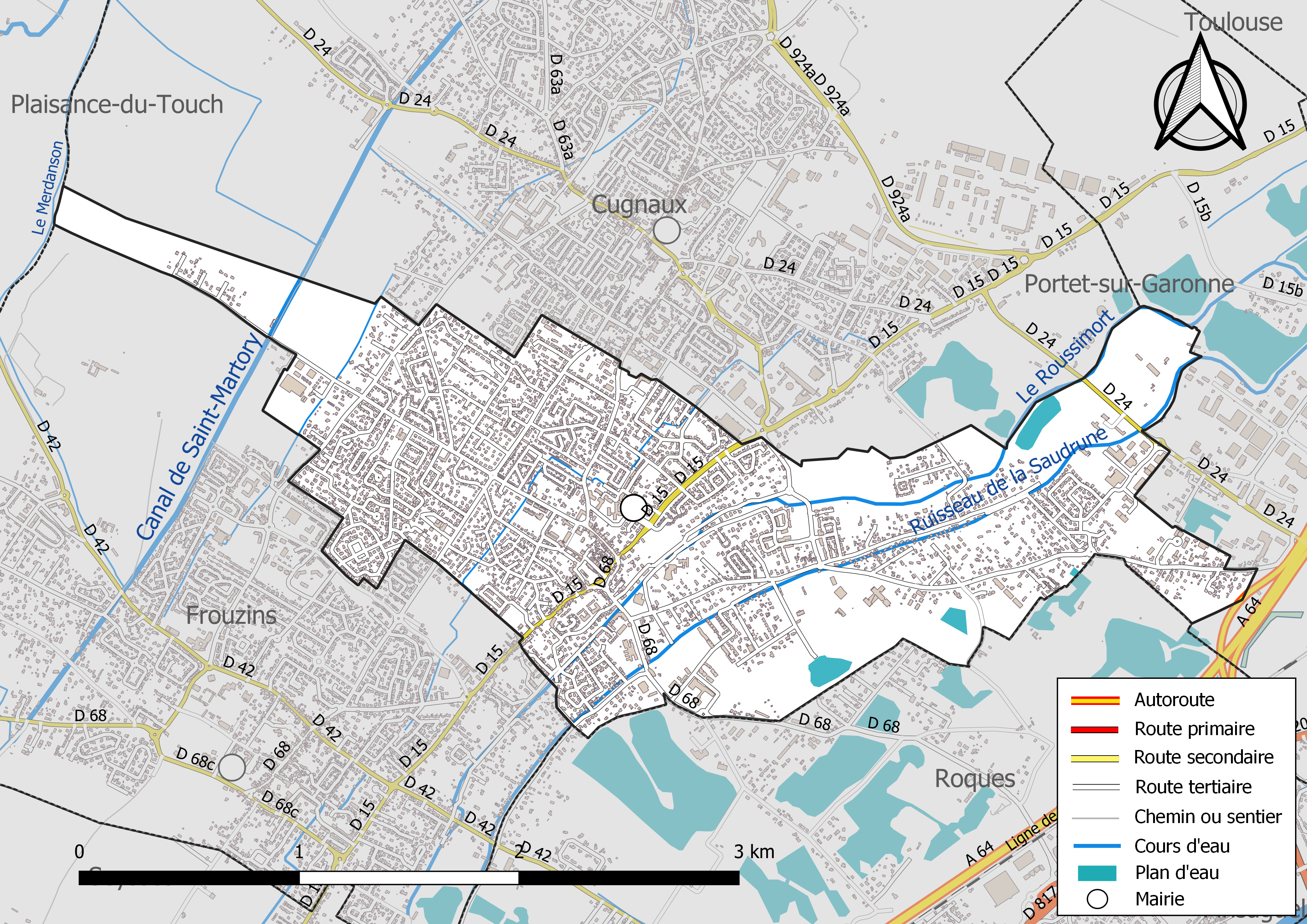
Réseaux hydrographique et routier de Villeneuve-Tolosane.

La commune est dans le bassin de la Garonne, au sein du bassin hydrographique Adour-Garonne. Elle est drainée par le canal de Saint-Martory, le Roussimort, le ruisseau de la Saudrune et par deux petits cours d'eau, constituant un réseau hydrographique de 9 km de longueur totale,.
Le canal de Saint-Martory, d'une longueur totale de 71,2 km, prend sa source dans la commune de Saint-Martory et s'écoule du sud-ouest vers le nord-est. Il traverse la commune et se jette dans la Garonne à Toulouse, après avoir traversé 19 communes.
Le Roussimort, d'une longueur totale de 15,8 km, prend sa source dans la commune de Muret et s'écoule du sud-ouest vers le nord-est. Il traverse la commune et se jette dans le ruisseau de la Saudrune à Portet-sur-Garonne, après avoir traversé 6 communes.
Le ruisseau de la Saudrune, d'une longueur totale de 18,5 km, prend sa source dans la commune de Muret et s'écoule vers le nord-est. Il traverse la commune et se jette dans la Garonne à Toulouse, après avoir traversé 7 communes.

### Climat
Pour des articles plus généraux, voir Climat de l'Occitanie et Climat de la Haute-Garonne.
En 2010, le climat de la commune est de type climat du Bassin du Sud-Ouest, selon une étude s'appuyant sur une série de données couvrant la période 1971-2000. En 2020, Météo-France publie une typologie des climats de la France métropolitaine dans laquelle la commune est exposée à un climat océanique altéré et est dans la région climatique Aquitaine, Gascogne, caractérisée par une pluviométrie abondante au printemps, modérée en automne, un faible ensoleillement au printemps, un été chaud (19,5 °C), des vents faibles, des brouillards fréquents en automne et en hiver et des orages fréquents en été (15 à 20 jours).
Pour la période 1971-2000, la température annuelle moyenne est de 13,3 °C, avec une amplitude thermique annuelle de 15,9 °C. Le cumul annuel moyen de précipitations est de 648 mm, avec 8,6 jours de précipitations en janvier et 5,1 jours en juillet. Pour la période 1991-2020, la température moyenne annuelle observée sur la station météorologique la plus proche, située sur la commune de Cugnaux à 2 km à vol d'oiseau, est de 14,3 °C et le cumul annuel moyen de précipitations est de 635,7 mm,. Pour l'avenir, les paramètres climatiques de la commune estimés pour 2050 selon différents scénarios d'émission de gaz à effet de serre sont consultables sur un site dédié publié par Météo-France en novembre 2022.

### Milieux naturels et biodiversité

#### Réseau Natura 2000

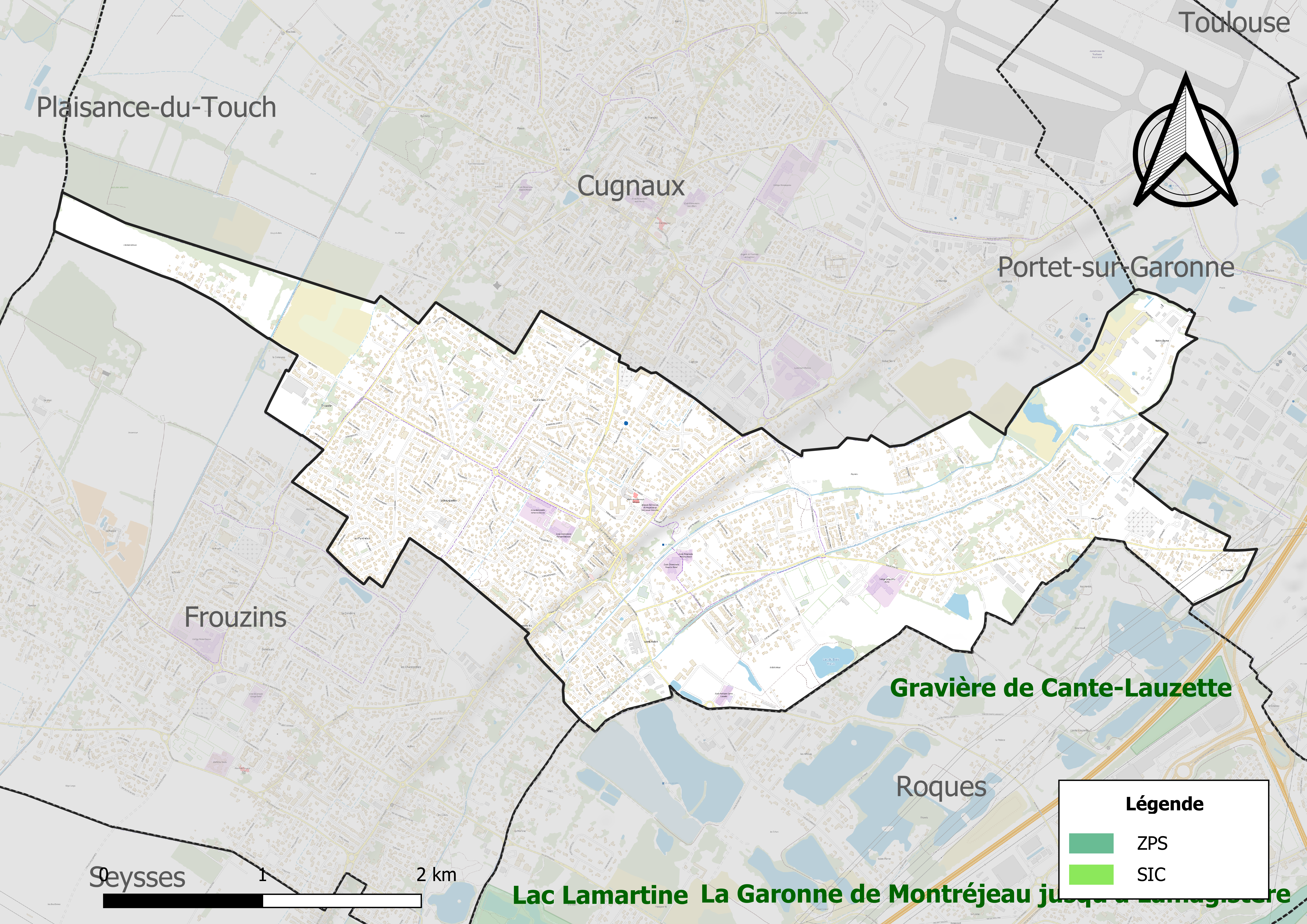
Sites Natura 2000 sur le territoire communal.

Le réseau Natura 2000 est un réseau écologique européen de sites naturels d'intérêt écologique élaboré à partir des directives habitats et oiseaux, constitué de zones spéciales de conservation (ZSC) et de zones de protection spéciale (ZPS).
Un site Natura 2000 a été défini sur la commune au titre  de la directive oiseaux : 0, d'une superficie de 4 493 ha, hébergeant une avifaune bien représentée en diversité, mais en effectifs limités (en particulier, baisse des populations de plusieurs espèces de hérons). Sept espèces de hérons y nichent, dont le héron pourpré, ainsi que le Milan noir (avec des effectifs importants), l'Aigle botté, le Petit gravelot, la Mouette mélanocéphale, la Sterne pierregarin et le Martin-pêcheur.

#### Zones naturelles d'intérêt écologique, faunistique et floristique

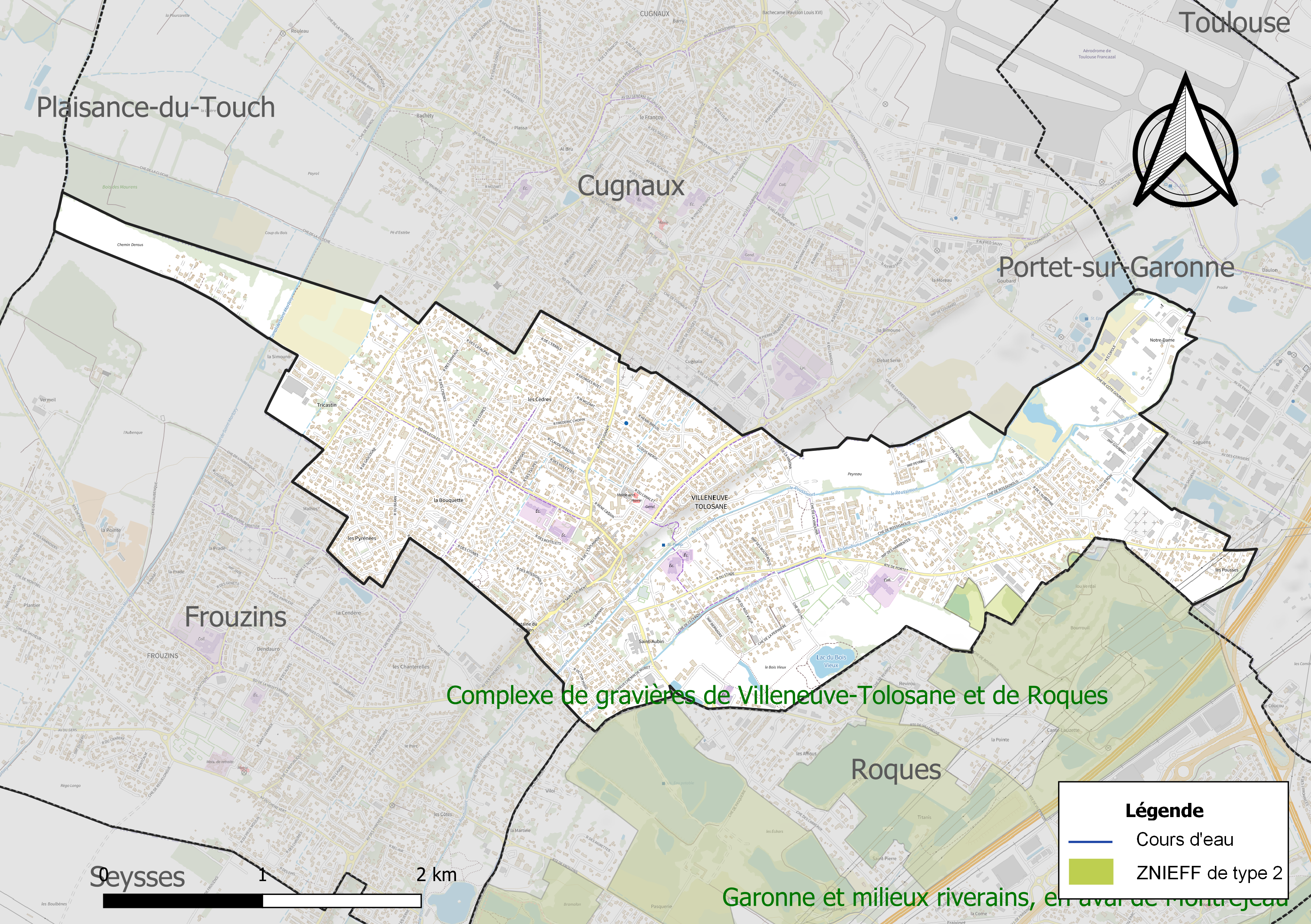
Carte de la ZNIEFF de type 2 localisée sur la commune.

L’inventaire des zones naturelles d'intérêt écologique, faunistique et floristique (ZNIEFF) a pour objectif de réaliser une couverture des zones les plus intéressantes sur le plan écologique, essentiellement dans la perspective d’améliorer la connaissance du patrimoine naturel national et de fournir aux différents décideurs un outil d’aide à la prise en compte de l’environnement dans l’aménagement du territoire.
Une ZNIEFF de type 2 est recensée sur la commune :
le « complexe de gravières de Villeneuve-Tolosane et de Roques » (345 ha), couvrant 3 communes du département.

## Urbanisme

### Typologie
Au 1er janvier 2024, Villeneuve-Tolosane est catégorisée grand centre urbain, selon la nouvelle grille communale de densité à sept niveaux définie par l'Insee en 2022.
Elle appartient à l'unité urbaine de Toulouse, une agglomération inter-départementale regroupant 81  communes, dont elle est une commune de la banlieue,,. Par ailleurs la commune fait partie de l'aire d'attraction de Toulouse, dont elle est une commune du pôle principal,. Cette aire, qui regroupe 527 communes, est catégorisée dans les aires de 700 000 habitants ou plus (hors Paris),.

### Occupation des sols

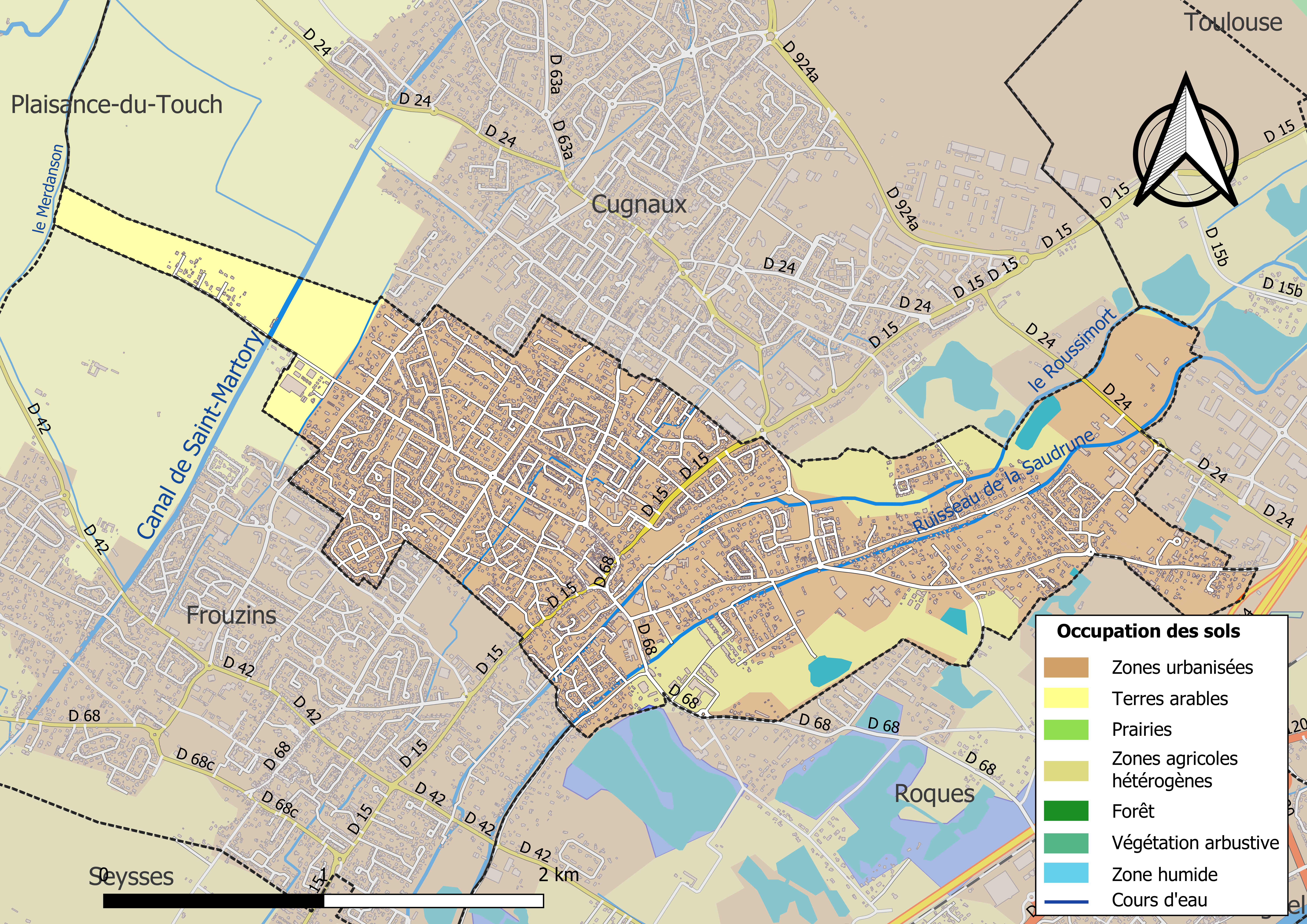
Carte des infrastructures et de l'occupation des sols de la commune en 2018 (CLC).

L'occupation des sols de la commune, telle qu'elle ressort de la base de données européenne d’occupation biophysique des sols Corine Land Cover (CLC), est marquée par l'importance des territoires artificialisés (82,4 % en 2018), en augmentation par rapport à 1990 (70,9 %). La répartition détaillée en 2018 est la suivante : 
zones urbanisées (72,8 %), zones agricoles hétérogènes (9,3 %), zones industrielles ou commerciales et réseaux de communication (8,8 %), terres arables (8,3 %), espaces verts artificialisés, non agricoles (0,7 %), mines, décharges et chantiers (0,2 %). L'évolution de l’occupation des sols de la commune et de ses infrastructures peut être observée sur les différentes représentations cartographiques du territoire : la carte de Cassini (XVIIIe siècle), la carte d'état-major (1820-1866) et les cartes ou photos aériennes de l'IGN pour la période actuelle (1950 à aujourd'hui).

### Voies de communication et transports

#### Voies de communication
Accès par la route nationale 264 ou l'A 64 (sorties nos 37).

#### Transports
La ligne 47 du réseau Tisséo relie le centre et l'est de la commune à la station Basso Cambo du métro de Toulouse et à la gare de Portet-Saint-Simon, la ligne 57 relie les quartiers ouest de la commune à la station Basso Cambo depuis Frouzins, et la ligne 58 relie le centre de la commune à la station Basso Cambo depuis Muret ou Seysses.
La gare la plus proche est la gare de Portet-Saint-Simon sur la ligne Toulouse - Bayonne et la ligne Toulouse - Foix. L'aéroport le plus proche est l'aéroport de Toulouse-Blagnac.

### Risques majeurs
Le territoire de la commune de Villeneuve-Tolosane est vulnérable à différents aléas naturels : météorologiques (tempête, orage, neige, grand froid, canicule ou sécheresse) et séisme (sismicité très faible). Un site publié par le BRGM permet d'évaluer simplement et rapidement les risques d'un bien localisé soit par son adresse soit par le numéro de sa parcelle.

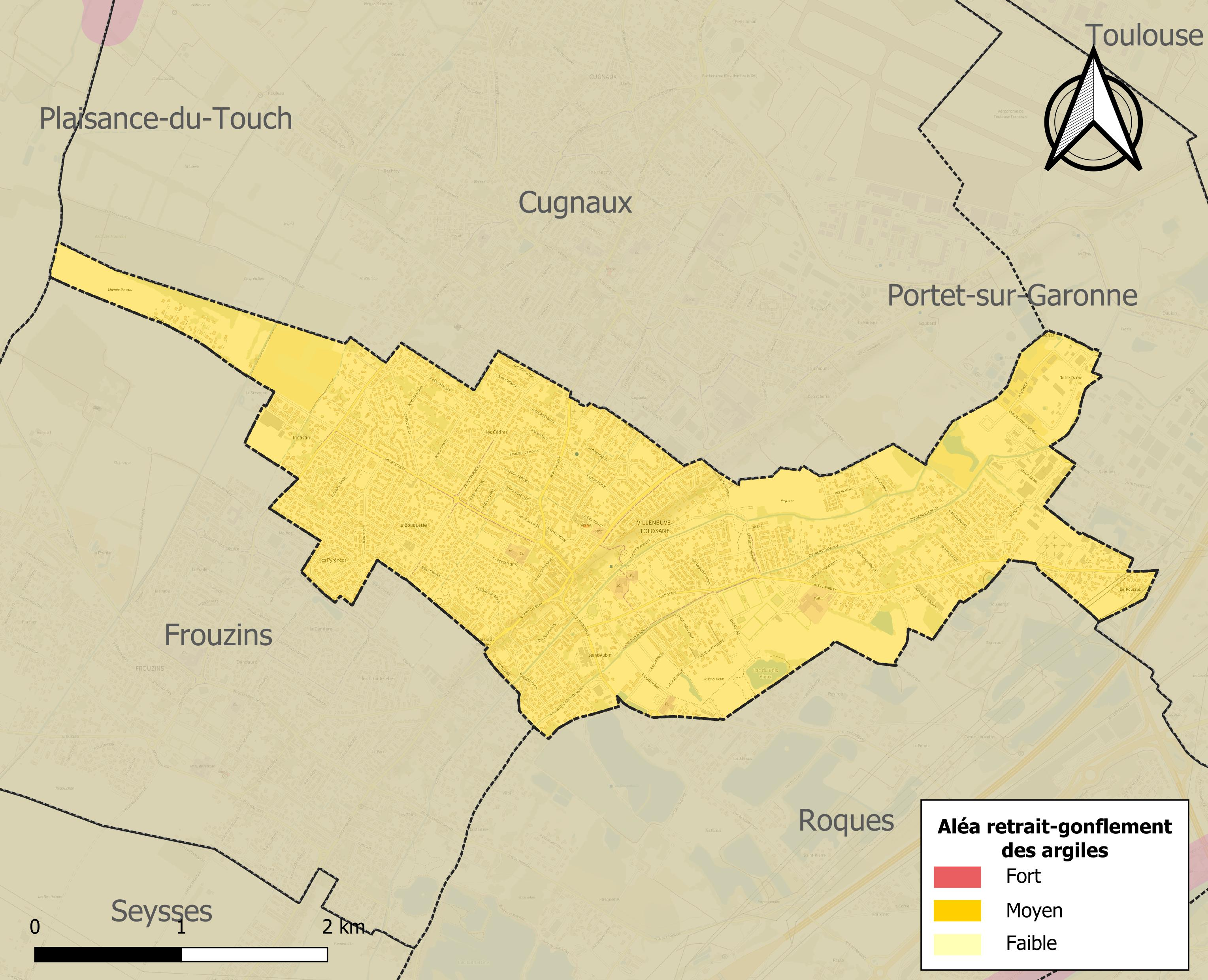
Carte des zones d'aléa retrait-gonflement des sols argileux de Villeneuve-Tolosane.

Le retrait-gonflement des sols argileux est susceptible d'engendrer des dommages importants aux bâtiments en cas d’alternance de périodes de sécheresse et de pluie. La totalité de la commune est en aléa moyen ou fort (88,8 % au niveau départemental et 48,5 % au niveau national). Sur les 3 218 bâtiments dénombrés sur la commune en 2019, 3 218 sont en aléa moyen ou fort, soit 100 %, à comparer aux 98 % au niveau départemental et 54 % au niveau national. Une cartographie de l'exposition du territoire national au retrait gonflement des sols argileux est disponible sur le site du BRGM,.
Par ailleurs, afin de mieux appréhender le risque d’affaissement de terrain, l'inventaire national des cavités souterraines permet de localiser celles situées sur la commune.
Concernant les mouvements de terrains, la commune a été reconnue en état de catastrophe naturelle au titre des dommages causés par la sécheresse en 2003 et par des mouvements de terrain en 1999.

## Toponymie
Le nom de Villeneuve, du latin villa, et nova, « nouvelle, récente ».

## Histoire

### Préhistoire
Le territoire de la commune est occupé depuis le Néolithique et notamment durant le Chasséen. On y a découvert plusieurs centaines de « fonds de cabane » du même type que ceux de Saint-Michel-du-Touch. Ici, les dépressions circulaires, comblées par des bois carbonisés recouvert d'un lit de galets, mesurent de 0,90 m à 2,40 m de diamètre. Le site comportait aussi de grandes surfaces rectangulaires (jusqu'à 11 m de longueur sur 2,90 m de largeur) aménagées de la même manière (fosse, charbons, galets) mais suivant un plan mieux ordonné, plusieurs étant alignées. Plusieurs puits atteignant 10 m de profondeur ont aussi été découverts.

## Politique et administration

### Administration municipale
Le nombre d'habitants au recensement de 2017 étant compris entre 5 000 habitants et 9 999 habitants, le nombre de membres du conseil municipal pour l'élection de 2020 est de vingt-neuf,.

### Rattachements administratifs et électoraux
Commune faisant partie de la Septième circonscription de la Haute-Garonne, de Toulouse Métropole, et du canton de Tournefeuille.

## Population et société

### Démographie
L'évolution du nombre d'habitants est connue à travers les recensements de la population effectués dans la commune depuis 1793. Pour les communes de plus de 10 000 habitants les recensements ont lieu chaque année à la suite d'une enquête par sondage auprès d'un échantillon d'adresses représentant 8 % de leurs logements, contrairement aux autres communes qui ont un recensement réel tous les cinq ans,.

En 2022, la commune comptait 10 704 habitants, en évolution de +13,23 % par rapport à 2016 (Haute-Garonne : +8,02 %, France hors Mayotte : +2,11 %).
| 1793 | 1800 | 1806 | 1821 | 1831 | 1836 | 1841 | 1846 | 1851 |
| ---- | ---- | ---- | ---- | ---- | ---- | ---- | ---- | ---- |
| 360  | 375  | 400  | 405  | 450  | 448  | 432  | 445  | 421  |

| 1856 | 1861 | 1866 | 1872 | 1876 | 1881 | 1886 | 1891 | 1896 |
| ---- | ---- | ---- | ---- | ---- | ---- | ---- | ---- | ---- |
| 413  | 365  | 375  | 375  | 360  | 367  | 360  | 316  | 307  |

| 1901 | 1906 | 1911 | 1921 | 1926 | 1931 | 1936 | 1946 | 1954 |
| ---- | ---- | ---- | ---- | ---- | ---- | ---- | ---- | ---- |
| 306  | 323  | 262  | 254  | 260  | 317  | 359  | 402  | 535  |

| 1962 | 1968  | 1975  | 1982  | 1990  | 1999  | 2006  | 2011  | 2016  |
| ---- | ----- | ----- | ----- | ----- | ----- | ----- | ----- | ----- |
| 976  | 2 486 | 5 159 | 6 438 | 7 559 | 8 252 | 8 257 | 8 748 | 9 453 |

| 2021   | 2022   | - | - | - | - | - | - | - |
| ------ | ------ | - | - | - | - | - | - | - |
| 10 369 | 10 704 | - | - | - | - | - | - | - |

| selon la population municipale des années : | 1968 | 1975 | 1982 | 1990 | 1999 | 2006 | 2009 | 2013 |
| Rang de la commune dans le département      | 23   | 13   | 14   | 15   | 16   | 19   | 20   | 20   |
| Nombre de communes du département           | 592  | 582  | 586  | 588  | 588  | 588  | 589  | 589  |

### Enseignement
Villeneuve-Tolosane fait partie de l'académie de Toulouse.
La ville compte trois écoles maternelles : l'école maternelle Fernand Bécane, l'école maternelle Maurice Ravel et l'école maternelle Canta Lauseta. Elle a aussi trois écoles primaires portant les mêmes noms que les écoles maternelles. Les écoles maternelle et primaire Fernand Bécane sont situées dans la partie haute de la ville tandis que les écoles maternelle et primaire Maurice Ravel ainsi que les écoles maternelle et primaire Canta Lauseta sont situées dans la partie basse. La commune a aussi le collège Jacqueline Auriol, situé dans le bas de la ville. En revanche, il n'y a pas de lycée dans cette commune, la majorité des lycéens résidant à Villeneuve-Tolosane vont au lycée Henri Matisse située dans une commune voisine, Cugnaux.

### Culture et festivité
Salle des fêtes Espace Marcel Pagnol, théâtre,

### Activités sportives
Gymnase, jeunesse Cugnaux-Villeneuve Tennis de table, Club de Tennis de table. Dynamic Gymnastique Villeneuvoise (aussi appelée Dynamic GV ou DGV), organisme proposant de nombreuses activités parmi lesquelles zumba, fitness,.. Office Rural d'Animations Culturelles et Sportives (O.R.A.C.S), organisme proposant de nombreuses activités parmi lesquelles danse classique, gymnastique,.. Football, tennis,

### Écologie et recyclage
La collecte et le traitement des déchets des ménages et des déchets assimilés ainsi que la protection et la mise en valeur de l'environnement se font dans le cadre de la communauté urbaine de Toulouse Métropole et de l'agence de l'environnement et de la maîtrise de l'énergie.

## Économie

### Revenus
En 2018  (données Insee publiées en septembre 2021), la commune compte 4 292 ménages fiscaux, regroupant 10 240 personnes. La médiane du revenu disponible par unité de consommation est de 23 420 € (23 140 € dans le département). 57 % des ménages fiscaux sont imposés (55,3 % dans le département).

### Emploi
|                | 2008  | 2013  | 2018  |
| -------------- | ----- | ----- | ----- |
| Commune        | 4,8 % | 8,9 % | 8,7 % |
| Département    | 7,7 % | 9,6 % | 9,3 % |
| France entière | 8,3 % | 10 %  | 10 %  |

En 2018, la population âgée de 15 à 64 ans s'élève à 6 028 personnes, parmi lesquelles on compte 78,7 % d'actifs (70 % ayant un emploi et 8,7 % de chômeurs) et 21,3 % d'inactifs,. Depuis 2008, le taux de chômage communal (au sens du recensement) des 15-64 ans est inférieur à celui de la France et du département.
La commune fait partie du pôle principal de l'aire d'attraction de Toulouse,. Elle compte 1 882 emplois en 2018, contre 1 707 en 2013 et 1 688 en 2008. Le nombre d'actifs ayant un emploi résidant dans la commune est de 4 258, soit un indicateur de concentration d'emploi de 44,2 % et un taux d'activité parmi les 15 ans ou plus de 59,6 %.
Sur ces 4 258 actifs de 15 ans ou plus ayant un emploi, 531 travaillent dans la commune, soit 13 % des habitants. Pour se rendre au travail, 82,4 % des habitants utilisent un véhicule personnel ou de fonction à quatre roues, 7,5 % les transports en commun, 7,1 % s'y rendent en deux-roues, à vélo ou à pied et 2,9 % n'ont pas besoin de transport (travail au domicile).

### Activités hors agriculture

#### Secteurs d'activités
624 établissements sont implantés  à Villeneuve-Tolosane au 31 décembre 2019. Le tableau ci-dessous en détaille le nombre par secteur d'activité et compare les ratios avec ceux du département,.
| Secteur d'activité                                                                                        | Commune | Commune | Département |
| Secteur d'activité                                                                                        | Nombre  | %       | %           |
| --- | ------- | ------- | ----------- |
| Ensemble                                                                                                  | 624     | 100 %   | (100 %)     |
| Industrie manufacturière, industries extractives et autres                                                | 48      | 7,7 %   | (5,7 %)     |
| Construction                                                                                              | 105     | 16,8 %  | (12 %)      |
| Commerce de gros et de détail, transports, hébergement et restauration                                    | 158     | 25,3 %  | (25,9 %)    |
| Information et communication                                                                              | 18      | 2,9 %   | (4,1 %)     |
| Activités financières et d'assurance                                                                      | 22      | 3,5 %   | (3,8 %)     |
| Activités immobilières                                                                                    | 20      | 3,2 %   | (4,2 %)     |
| Activités spécialisées, scientifiques et techniques et activités de services administratifs et de soutien | 95      | 15,2 %  | (19,8 %)    |
| Administration publique, enseignement, santé humaine et action sociale                                    | 102     | 16,3 %  | (16,6 %)    |
| Autres activités de services                                                                              | 56      | 9 %     | (7,9 %)     |

Le secteur du commerce de gros et de détail, des transports, de l'hébergement et de la restauration est prépondérant sur la commune puisqu'il représente 25,3 % du nombre total d'établissements de la commune (158 sur les 624 entreprises implantées  à Villeneuve-Tolosane), contre 25,9 % au niveau départemental.

#### Entreprises et commerces
Les cinq entreprises ayant leur siège social sur le territoire communal qui génèrent le plus de chiffre d'affaires en 2020 sont : 
- Veolia Proprete Midi Pyrénées, collecte des déchets non dangereux (60 971 k€) ;
- Société Nouvelle Thomas Et Danizan Midi Pyrénées, travaux de maçonnerie générale et gros œuvre de bâtiment (36 410 k€) ;
- SLB Société Lauragaise Bâtiment, construction d'autres bâtiments (17 351 k€) ;
- Ateliers Des Graves - ADG, fabrication de structures métalliques et de parties de structures (7 075 k€) ;
- Concept Froid Mag, installation de machines et équipements mécaniques (6 241 k€).

### Agriculture
|               | 1988 | 2000 | 2010 | 2020 |
| ------------- | ---- | ---- | ---- | ---- |
| Exploitations | 15   | 8    | 5    | 3    |
| SAU (ha)      | 131  | 24   | nd   | 11   |

La commune est dans « les Vallées », une petite région agricole consacrée à la polyculture sur les plaines et terrasses alluviales qui s’étendent de part et d’autre des sillons marqués par la Garonne et l’Ariège. En 2020, l'orientation technico-économique de l'agriculture  sur la commune est la culture de fleurs et/ou horticulture diverse. Trois exploitations agricoles ayant leur siège dans la commune sont dénombrées lors du recensement agricole de 2020 (15 en 1988). La superficie agricole utilisée est de 11 ha,,.

## Culture locale et patrimoine

### Lieux et monuments

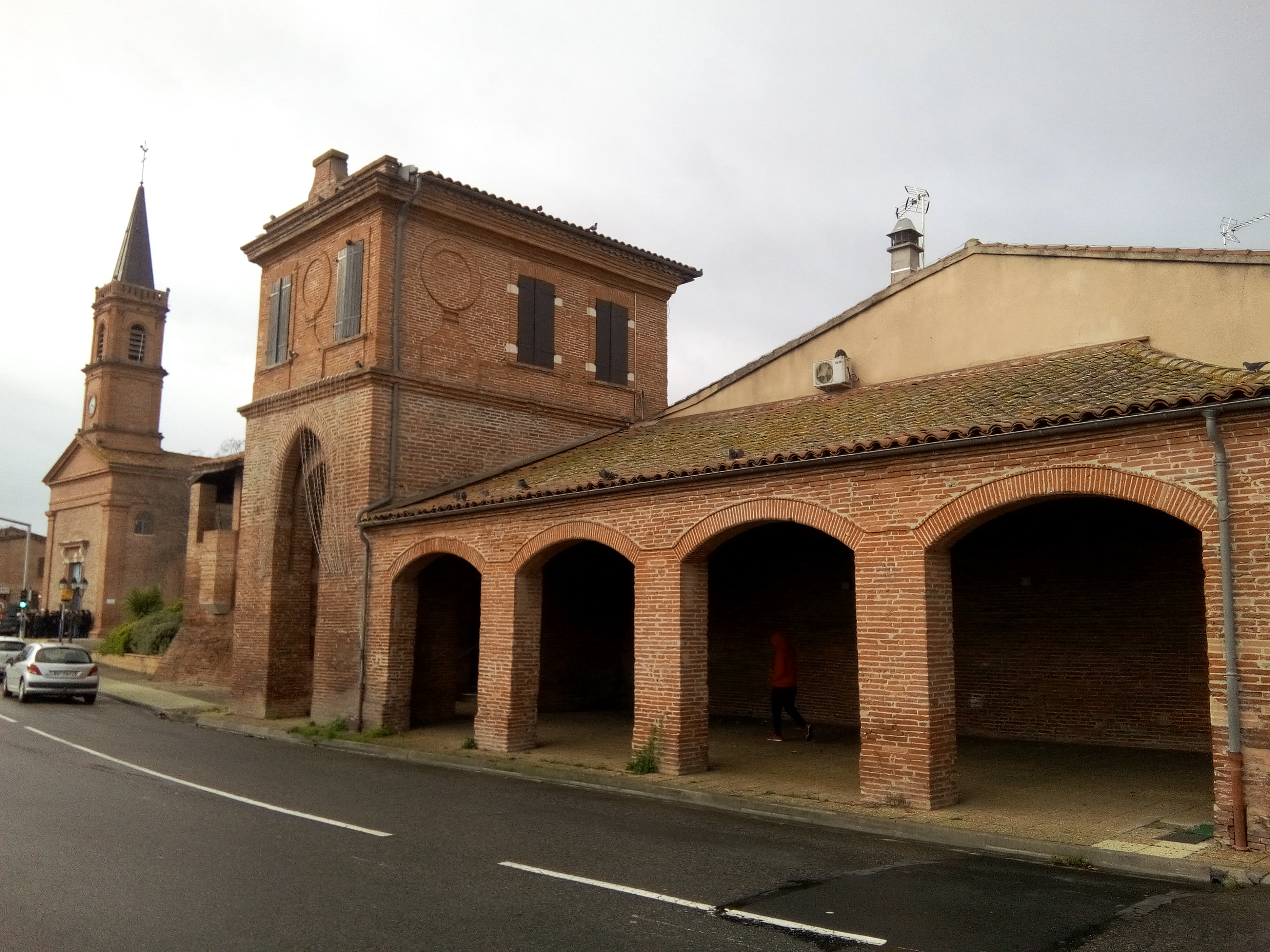
Église Saint-Laurent.

- Église Saint-Laurent.

### Personnalités liées à la commune
- Jean Penent, écrivain et historien né dans la commune.
- Ville de résidence de Floriane Liborio championne de France de Taekwondo 2009, et championne d'Europe des -53 kg (Saint-Pétersbourg 2010).
- Daniel Bravo, footballeur international, a longtemps résidé à Villeneuve-Tolosane.
- Patrick Soula, six fois champion de France de rugby à XV avec le Stade toulousain 1989, 1994 a grandi à Villeneuve-Tolosane.
- Frédéric Moncassin, professionnel de cyclisme, vainqueur de Paris-Roubaix et sélectionneur de l'équipe de France a grandi à Villeneuve Tolosane et a été formé au Villeneuve-Cycliste.
- Sébastien Dupuis, actuel journaliste sportif sur Canal+, est de Villeneuve-Tolosane.
- Floriane Olivier, nouvelliste, 2e-6e prix du Jeune écrivain (PJE), 1er (2007-2008) prix Claude Nougaro, a grandi à Villeneuve-Tolosane.

### Héraldique
| Blason de Villeneuve-Tolosane | Blason  | Écartelé d'argent aux quatre otelles de sinople adossées et posées en sautoir, et de gueules aux trois sceptres fleurdelysés d'or mal ordonnés, le tout sommé d'un chef d'azur chargé de trois fleurs de lys d'or. |
| Blason de Villeneuve-Tolosane | Détails | Le statut officiel du blason reste à déterminer. |

## Église Saint-Laurent et voisinage

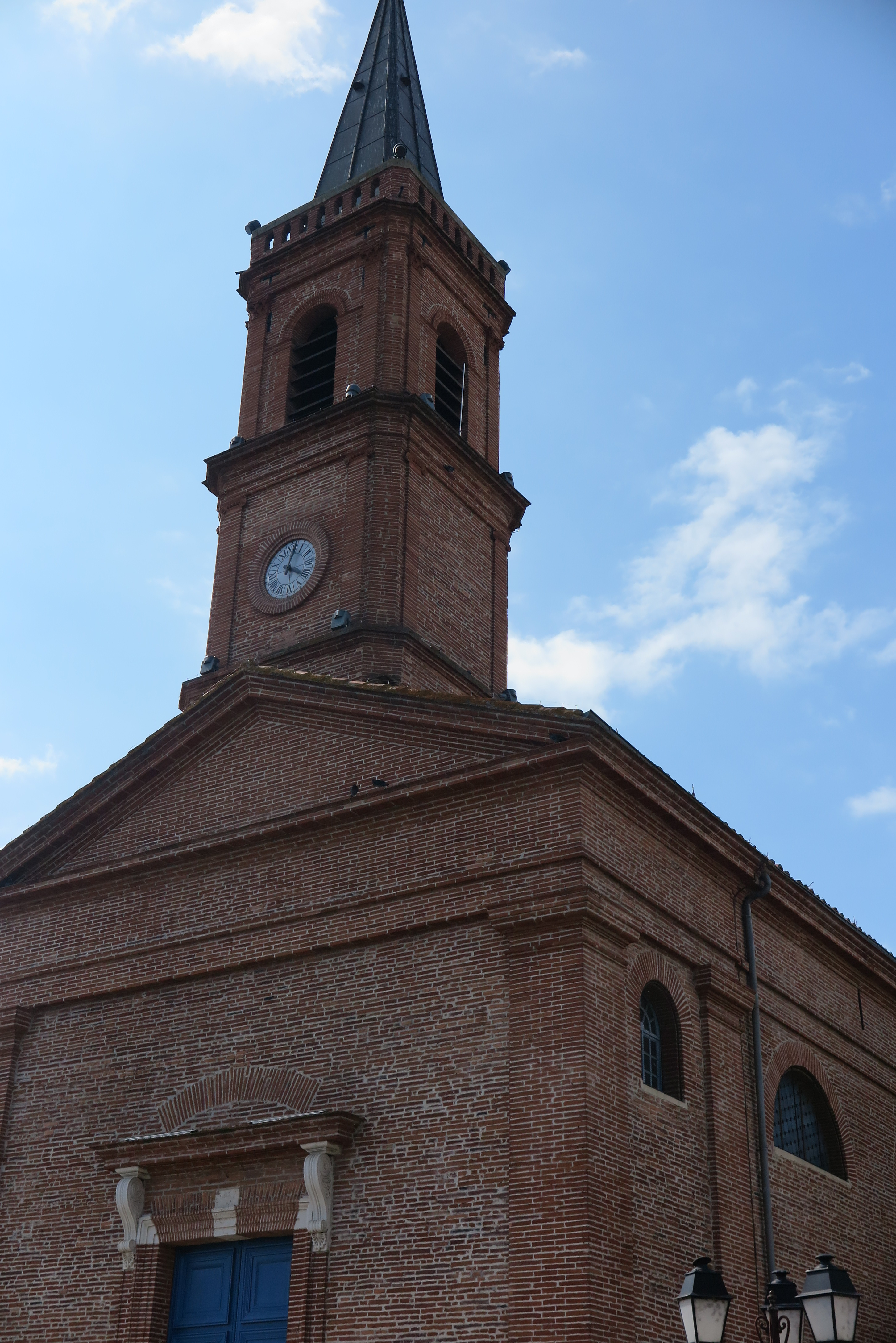
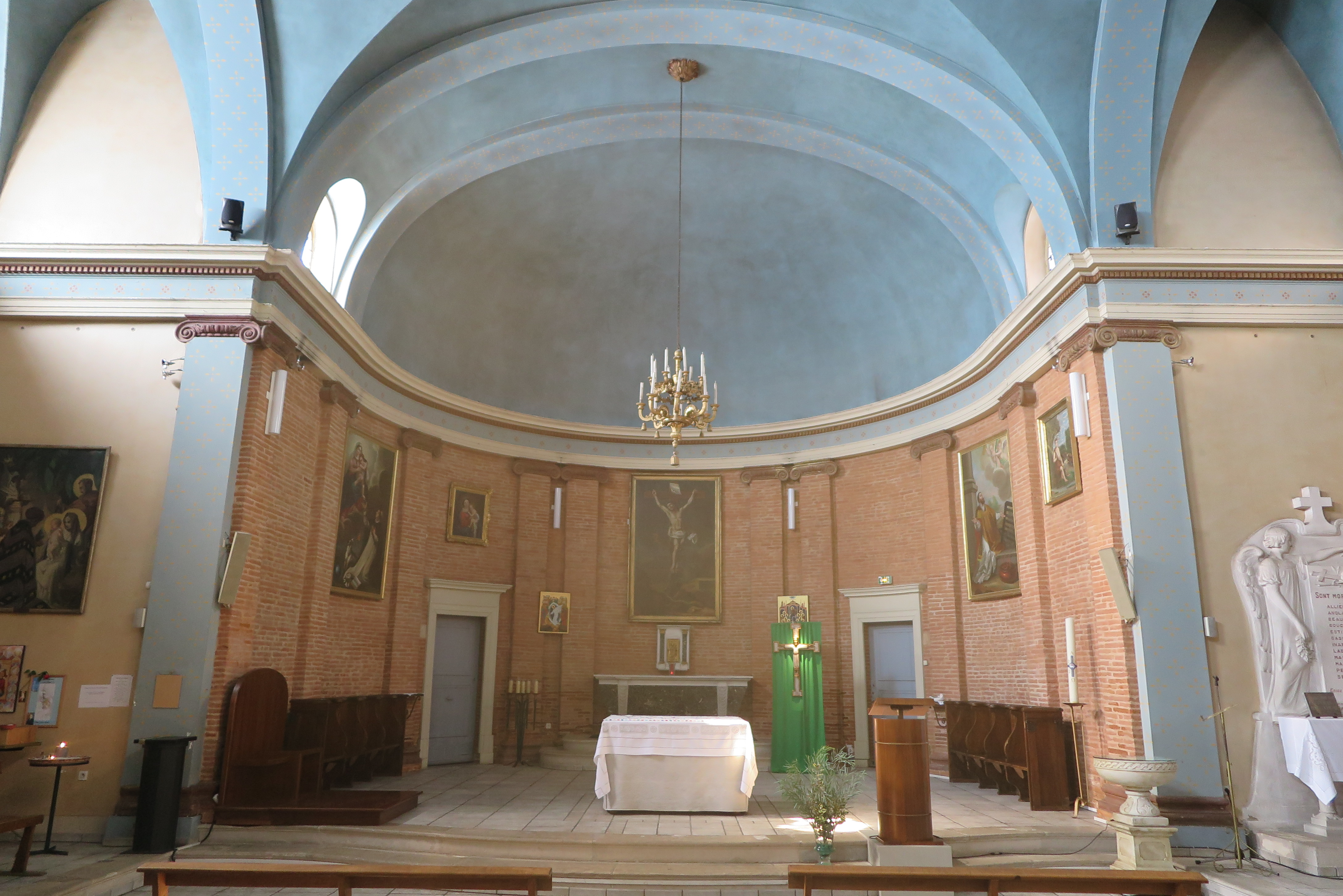
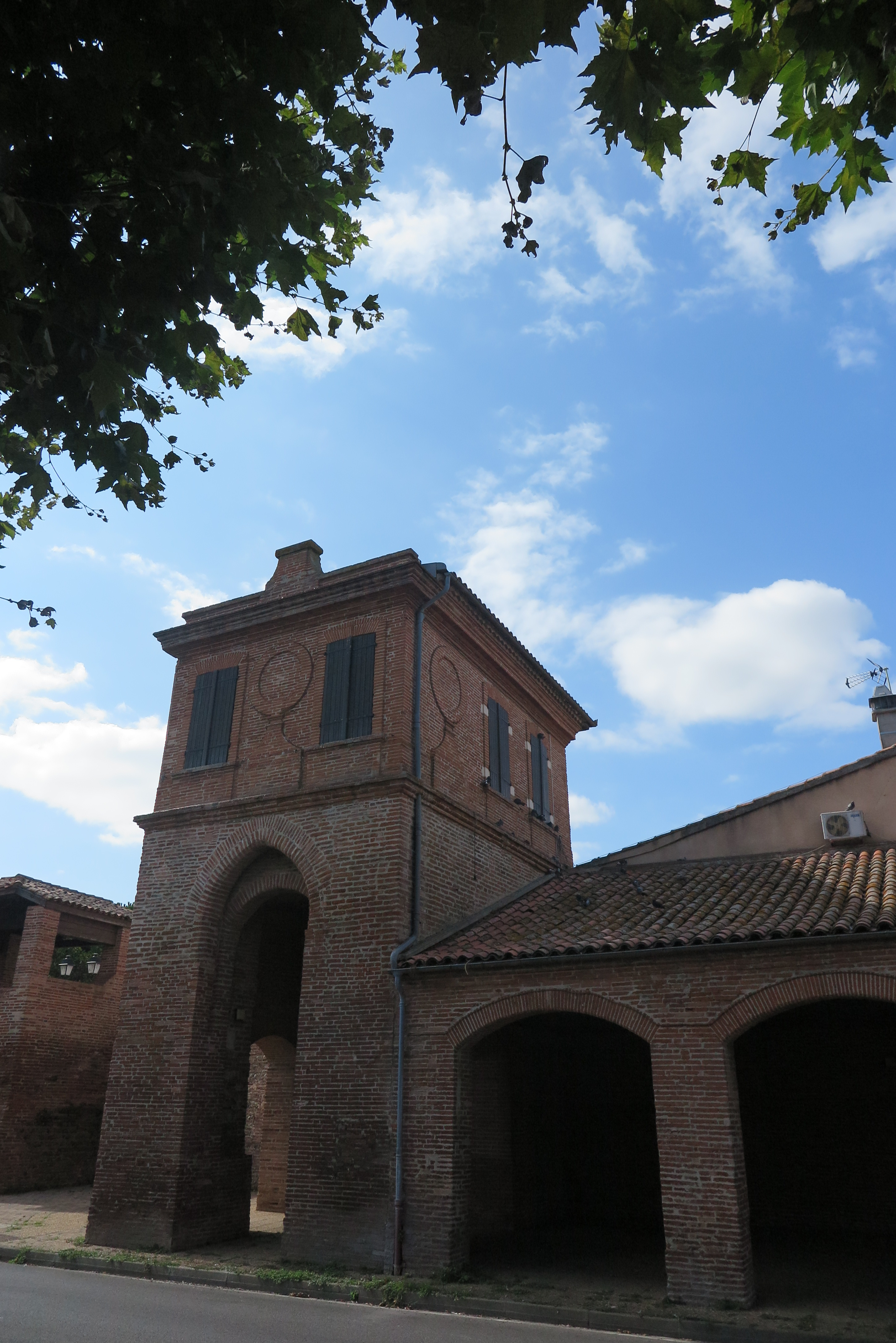
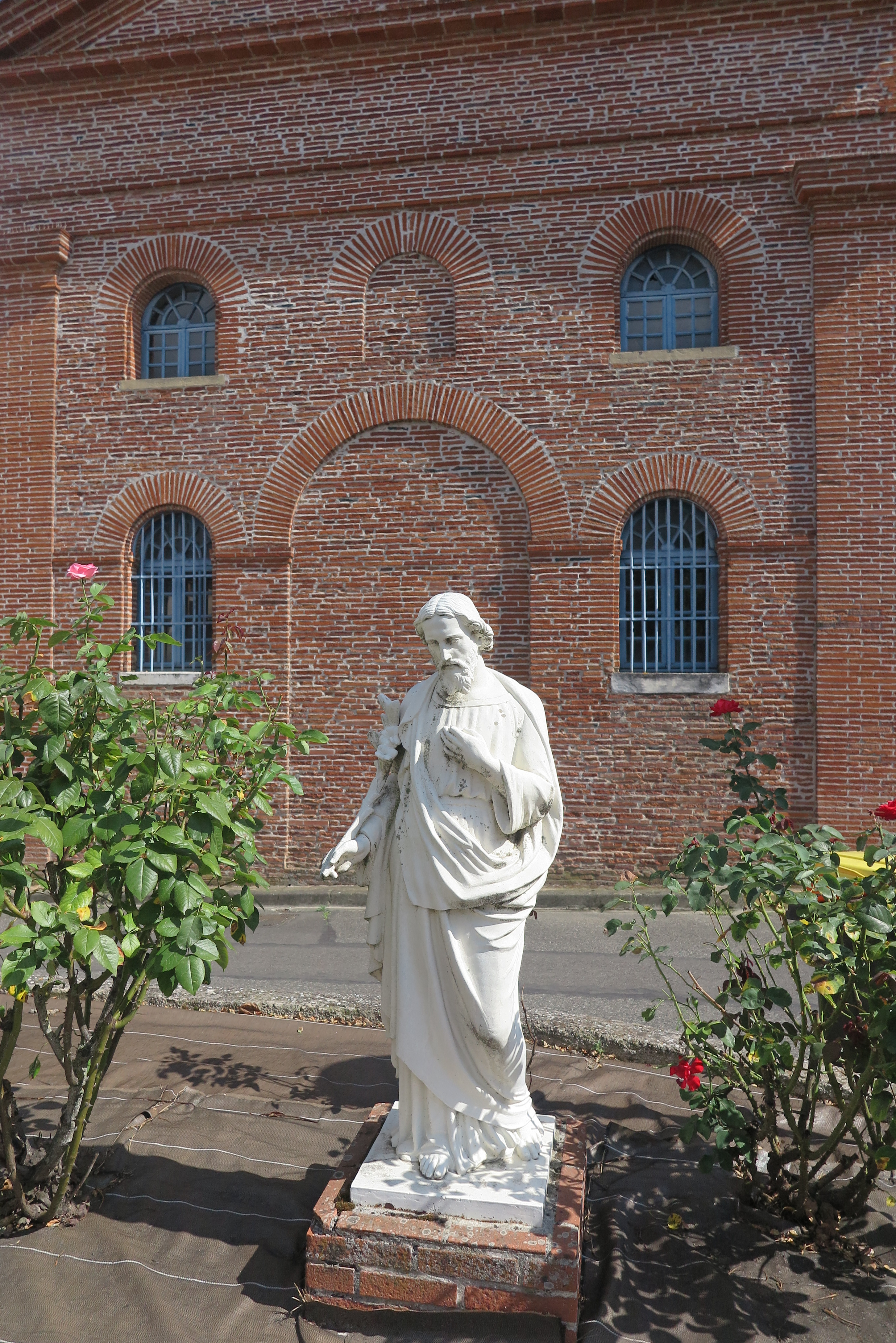

## Pour approfondir